# Zəlimxan Hüseynov
Zəlimxan Hüseynov (transcrit comme en russe, Zelimkhan Huseynov, né le 13 juillet 1981) est un lutteur azerbaidjanais, spécialiste de lutte libre.
Il participe aux Jeux olympiques de 2008 en étant battu en 1/16e par Mavlet Batirov. Il remporte ensuite deux matches de repêchage mais il perd la médaille de bronze contre Morad Mohammadi. Il remporte le titre des Championnats d'Europe de lutte 2009 en moins de 60 kg.